# Liste d'incidents frontaliers intercoréens
Cet article recense les incidents frontaliers impliquant la Corée du Nord et la Corée du Sud depuis la signature de l'Accord d'Armistice coréen le 27 juillet 1953, qui a mis fin officiellement à la guerre de Corée, bien que la Corée du Sud ne l'ait jamais signé et que les deux parties soient ainsi toujours techniquement en guerre, aucun traité de paix n'ayant été par ailleurs ratifié.
Cette liste comprend les incidents terrestres, aériens et maritimes, mais n'inclut pas les incursions présumées et les incidents terroristes survenus à l'extérieur de la frontière.
La plupart de ces incidents ont eu lieu près de la Zone coréenne démilitarisée ou de la frontière nord de la Corée du Nord.
Au total, 3 693 agents armés nord-coréens se sont infiltrés en Corée du Sud entre 1954 et 1992, dont 20 % entre 1967 et 1968.
La plupart des incidents survenus en mer sont dus à des conflits frontaliers. En 1977, la Corée du Nord revendiquait une Zone économique exclusive sur une vaste zone située au sud de la frontière maritime occidentale contestée, la limite nord de la mer Jaune. Cette dernière est une zone de pêche de premier ordre, en particulier pour la pêche au crabe, les affrontements liés à cette zone ont été surnommés «Guerre des crabes».
En janvier 2011, la Corée du Nord avait violé 221 fois l'armistice, 26 de ces violations concernent des attaques militaires.
Des incursions en Corée du Nord eurent aussi lieu. En 1976, dans un compte rendu de réunion maintenant déclassifié, le sous-secrétaire américain à la Défense, William Clements, déclara à Henry Kissinger qu'il y avait eu 200 raids ou incursions en Corée du Nord depuis le sud n'impliquant pas l'armée américaine. Les détails de quelques-unes de ces incursions sont devenus publics, y compris les raids des forces sud-coréennes qui avaient mené le sabotage d'environ 50 installations nord-coréennes en 1967.

## Années 1950
- 16 février 1958 : des agents nord-coréens détournent un avion de ligne sud-coréen à destination de Pyongyang; 1 pilote américain, 1 passager américain, 2 passagers ouest-allemands et 24 autres passagers ont été libérés début mars, mais 8 autres passagers sont restés dans le Nord[7].

## Années 1960
- 1964 : La Corée du Nord crée un groupe clandestin: le Parti révolutionnaire pour la réunification, ce groupe est réduit à zéro et éliminé par les autorités sud-coréennes en 1969[8].
- 27 avril 1965 : Deux MiG-17 nord-coréens attaquent un avion de reconnaissance B-47 Stratojet de l'armée de l'air américaine au-dessus de la mer du Japon, à 80 km de la côte nord-coréenne. L'appareil a été endommagé, mais a réussi à atterrir à la base aérienne de Yokota, au Japon[9],[10].
- octobre 1966 - octobre 1969 : Le conflit de la DMZ coréenne, une série d'escarmouches le long de la zone démilitarisée, a fait 43 morts américains, 299 sud-coréens et 397 soldats nord-coréens[11].
- 19 janvier 1967 : Le ROKS Dangpo (PCEC-56) (anciennement USS Marfa (PCE-842)), est coulé par l'artillerie côtière nord-coréenne au nord de la Northern Limit Line[12], 39 des 79 membres d'équipage sont tués.
- 17 janvier 1968 : L'incident connu sous le nom de «Raid contre la Maison Bleue», un détachement de 31 hommes de l'Armée populaire coréenne traverse secrètement la zone démilitarisée pour une mission visant à tuer le président sud-coréen Park Chung-hee le 21 janvier suivant. L'incursion fut découverte après que des civils sud-coréens aient été confrontés aux Nord-Coréens et aient informé les autorités. Après être entrés dans Séoul déguisés en soldats sud-coréens, les Nord-Coréens tentent d'entrer dans la Maison bleue (la résidence officielle du président de la Corée du Sud). Les Nord-Coréens furent confrontés à la police sud-coréenne lors de la tentative d'intrusion, confrontation engendrant une fusillade. Les Nord-Coréens fuient Séoul et tentent de traverser la zone démilitarisée individuellement pour retourner en Corée du Nord. Sur le groupe originel de 31 Nord-Coréens, 28 ont été tués, un a été capturé et deux sont portés disparus. En outre, 26 Sud-Coréens ont été tués et 66 ont été blessés, la majorité étant des soldats et des policiers. Trois soldats américains ont également été tués et trois ont été blessés[13],[14].
- 23 janvier 1968 : Le navire de renseignement USS Pueblo de la marine américaine est attaqué par les forces navales nord-coréennes, employant des patrouilleurs rapides construits par les Soviétiques, navire qui est ensuite abordé et capturé, avec son équipage, dans la mer du Japon. L'équipage entier, composé de 83 marins, est capturé, à l'exception d'un marin tué dans l'attaque initiale sur le navire; l'USS Pueblo fut ensuite remorqué jusqu'en Corée du Nord. Torturés pendant leur incarcération, tous les captifs ont été libérés le 23 décembre de la même année via le pont de non-retour sur la DMZ. L'USS Pueblo est toujours en possession de la Corée du Nord et accosté à Pyongyang comme navire-musée[15].
- mars 1968 - mars 1969, diverses escarmouches eurent lieu dans la région de Paektusan entre les forces armées nord-coréennes et chinoises[16].
- Du 30 octobre au 2 novembre : 120 à 130 commandos nord-coréens débarquent sur la côte nord-est de la Corée du Sud, prétendument pour établir une base afin de mener une guerre de guérilla contre le gouvernement sud-coréen. Au total, 110 à 113 personnes ont été tuées, sept ont été capturées et 13 se sont échappées. Une vingtaine de civils sud-coréens, d'agents de la force publique et de soldats ont été tués[10],[17].
- mars 1969 : Six commandos nord-coréens tuent un officier de police sud-coréen près de Jumunjin, Gangwon-do. Sept soldats américains sont tués dans une attaque nord-coréenne le long de la zone démilitarisée[18].
- 15 avril 1969 : Un avion de reconnaissance EC-121 Warning Star de la marine américaine est abattu à 90 milles (140 km) des côtes nord-coréenne dans les eaux internationales, faisant 31 morts[19].
- novembre 1969 : Quatre soldats américains sont tués par des Nord-Coréens dans la zone démilitarisée.
- 11 décembre 1969 : L'agent nord-coréen Cho Ch'ang-hǔi détourne un avion coréen YS-11 effectuant une liaison Gangneung-Séoul. Il transportait quatre membres d'équipage et 46 passagers (à l'exclusion de Cho); 39 des passagers ont été renvoyés deux mois plus tard, mais l'équipage et sept passagers sont restés en Corée du Nord. L'appareil fut endommagé de façon irréparable à l'atterrissage.

## Années 1970
- avril 1970 : À Kumchon, Gyeonggi-do, un affrontement fait trois morts parmi les infiltrés nord-coréens et cinq soldats sud-coréens sont blessés[20].
- juin 1970 : La marine nord-coréenne s'empare d'un navire de radiodiffusion du sud près de la limite nord. 20 membres d'équipage sont capturés.
- février 1974 : Deux bateaux de pêche sud-coréens sont coulés et 30 membres d'équipage détenus par le Nord.
- 1974 : Le premier tunnel d'infiltration nord-coréen en république de Corée est découvert. Trois tunnels ont été trouvés en 1975, 1978, 1990[8]. L'équipe d'enquête américano-coréenne tombe sur un piège nord-coréen, tuant un Américain et blessant 6 autres.
- mars 1975 : Le deuxième tunnel d'infiltration nord-coréen est découvert.
- juin 1976 : Une incursion au sud de la zone démilitarisée de Gangwon-do provoque la mort de trois nord-coréens et de six sud-coréens.
- 18 août 1976 : L'incident du peuplier - une tentative de couper un arbre dans la zone démilitarisée près de Panmunjom - se termine avec la mort de deux soldats américains ainsi que les blessures de quatre autres soldats américains et de cinq soldats sud-coréens.
- 14 juillet 1977 : Un hélicoptère américain CH-47 Chinook est abattu après s'être égaré dans le nord au-dessus de la zone démilitarisée. Trois aviateurs sont tués et un est brièvement fait prisonnier (c'était le sixième incident depuis la signature de l'armistice)[21].
- octobre 1978 : Le troisième tunnel d'infiltration nord-coréen est découvert.
- octobre 1979 : Trois agents nord-coréens tentant d'infiltrer le secteur est de la zone démilitarisée sont interceptés, l'un d'entre eux est tué.
- 6 décembre 1979: Une patrouille américaine dans la zone démilitarisée traverse accidentellement la frontière dans un champ de mines nord-coréen à cause d'un épais brouillard. Un soldat américain est tué et quatre sont blessés; le corps est récupéré aux Nord-Coréens cinq jours plus tard[22].

## Années 1980
- mars 1980 : Trois Nord-Coréens sont tués alors qu'ils tentaient de traverser l'estuaire du fleuve Han vers le sud.
- mai 1980 : Les Nord-Coréens échangent des coups de feu avec une patrouille mixte américano-coréenne sur la DMZ. Un nord-coréen est tué.
- mars 1981 : Trois Nord-Coréens tentent d'entrer en Corée du Sud à Geumhwa-eup, Gangwon-do; l'un d'entre eux est tué.
- juillet 1981 : Trois Nord-Coréens sont tués en essayant de traverser la rivière Imjin vers le sud.
- mai 1982 : Deux infiltrés nord-coréens sont repérés sur la côte est, l'un d'entre eux est tué.
- décembre 1983 : Les soldats américains sont confrontés à des tentatives d'infiltration de soldats de la Corée du Nord au sud de la frontière dans le secteur américain, mais ils sont repoussés par la Quick Reaction Force déployée au Camp Greaves, en Corée du Sud.
- 23 novembre 1984 : Trois soldats nord-coréens et un sud-coréensde la KOTUSA sont tués, et un soldat  nord-coréen et un soldat américain blessé dans un échange de tirs dans qui a éclaté dans la zone de sécurité commune après qu'un transfuge soviétique ait fui la Corée du Nord pour se réfugier en Corée du Sud[23]. Deux soldats nord-coréens sont exécutés par un officier quelques minutes après l'incident[24].
- novembre 1987 : Un soldat américain et deux soldats nord-coréens sont tués, et un soldat américain blessé au cours d'une fusillade le long de la frontière.
- novembre 1987 : Un Sud-Coréen a été tué au cœur de la zone démilitarisée par un tireur embusqué nord-coréen.

## Années 1990
- mars 1990 : Le quatrième tunnel d'infiltration nord-coréen est découvert.
- mai 1992 : Trois soldats nord-coréens en uniforme sud-coréen sont tués à Cheorwon, Gangwon-do; trois soldats sud-coréens sont blessés.
- 17 décembre 1994 : Un hélicoptère américain OH-58A Kiowa traverse par inadvertance le territoire nord-coréen et est abattu. Parmi l'équipage composé de deux militaires, l'un meurt et l'autre est détenu pendant 13 jours[22],[25].
- mai 1995 : Les forces nord-coréennes tirent sur un bateau de pêche sud-coréen, tuant trois personnes.
- octobre 1995 : Deux Nord-Coréens armés sont découverts à la rivière Imjin; l'un d'entre eux est tué.
- avril 1996 : Plusieurs centaines de soldats nord-coréens armés entrent dans la zone démilitarisée de la Joint Security Area et ailleurs à trois reprises, en violation de l'accord d'armistice coréen.
- mai 1996 : Sept soldats du Nord traversent la zone démilitarisée, mais se retirent à la suite des coups de semonce.
- mai & juin 1996 : Les navires nord-coréens traversent deux fois la limite nord, entraînant un bras de fer de plusieurs heures avec la marine sud-coréenne.
- avril 1997 : Cinq soldats nord-coréens traversent la zone démilitarisée à Cheorwon, Gangwon-do, et tirent sur des positions sud-coréennes.
- juin 1997 : Trois navires nord-coréens traversent la limite nord et attaquent des navires sud-coréens à trois kilomètres au sud de la ligne. Sur terre, quatorze soldats nord-coréens traversent 70 mètres au sud de la zone démilitarisée, provoquant un échange de tirs de 23 minutes[26].
- juillet 1998 : Un plongeur nord-coréen mort est trouvé avec son équipement sur une plage au sud de la zone démilitarisée.
- juin 1999 : La première bataille de Yeonpyeong, une série d'affrontements entre navires nord-coréens et sud-coréens, a lieu dans la mer Jaune près de la limite nord.

## Années 2000
- 26 octobre 2000 : Deux avions américains observant un exercice militaire de l'armée de la république de Corée traversent accidentellement la zone démilitarisée[22].
- 2001 : À douze reprises, les navires nord-coréens franchissent la limite nord et se retirent ensuite.
- 27 novembre 2001 : Les forces nord et sud-coréennes échangent le feu sans blessures.
- 29 juin 2002 : La seconde bataille de Yeonpyeong entraîne la mort de six marins sud-coréens et le naufrage d'un navire sud-coréen. Le nombre de Nord-Coréens tués est inconnu.
- 16 novembre 2002 : Les forces sud-coréennes tirent des coups de semonce sur un bateau nord-coréen traversant la limite nord. Le bateau se retire. Un incident similaire eu lieu le 20 novembre.
- 19 février 2003 : Un avion de chasse nord-coréen pénètre 11 km au sud de la limite nord et rentre au nord après avoir été intercepté par six avions sud-coréens.
- 2 mars 2003 : Quatre avions de chasse nord-coréens interceptent un avion de reconnaissance américain sur la mer du Japon.
- 17 juillet 2003 : Les forces nord-coréennes et sud-coréennes échangent des coups de feu sur la DMZ vers 6 heures du matin. L'armée sud-coréenne rapporte quatre tirs tirés du nord et dix-sept du sud. Aucune blessure n'est signalée[27].
- 1er novembre 2004 : Des navires nord-coréens, prétendant être à la poursuite d'embarcations de pêche illégales, franchissent la limite nord et tirent sur le sud. Les navires se retirent 3 heures plus tard.
- 26 mai 2006 : Deux soldats nord-coréens entrent dans la zone démilitarisée et pénètrent en Corée du Sud. Ils reviennent après que les soldats sud-coréens aient tiré des coups de semonce.
- 30 juillet 2006 : Plusieurs coups de feu sont échangés près d'un poste sud-coréen à Yanggu, Gangwon.
- 7 octobre 2006 : Des soldats sud-coréens tirent des coups de semonce après que cinq soldats nord-coréens se soient brièvement passés de leur côté de la frontière.
- 27 octobre 2009 : Un éleveur de porcs sud-coréen, recherché pour agression, a percé un trou dans la clôture de la zone démilitarisée et s'est rendu en Corée du Nord[28]
- 10 novembre 2009 : Des navires de guerre des deux Corée échangent des tirs dans la zone de la NLL, causant de graves dommages à un navire de patrouille nord-coréen[29],[30].

## Années 2010
- 27 janvier 2010 : la Corée du Nord tire des obus d'artillerie dans l'eau près de l'île de Baengnyeong entraînant une riposte des navires sud-coréens. [31],[32] Trois jours plus tard, la Corée du Nord a continué à effectuer des tirs d'artillerie vers la région[33].
- 26 mars 2010 : un navire de guerre sud-coréen, le ROKS Cheonan, aurait été coulé par une torpille nord-coréenne près de l'île de Baengnyeong dans la mer Jaune. Une opération de sauvetage a permis de récupérer 58 survivants mais 46 marins ont été tués. Le 20 mai 2010, un groupe d'enquête international dirigé par la Corée du Sud a conclu que le naufrage du navire de guerre était bien dû à une attaque de torpille nord-coréenne[34],[35] La Corée du Nord nia toute implication[36]. Le Conseil de sécurité des Nations Unies fit déclaration officielle condamnant l'attaque sans identifier l'assaillant[37].
- 29 octobre 2010 : deux coups de feu sont tirés depuis la Corée du Nord vers un poste sud-coréen près de Hwacheon et les troupes sud-coréennes tirent trois balles en retour[38].
- 23 novembre 2010 : la Corée du Nord a effectué des tirs d'artillerie sur l'île de Yeonpyeong en Corée du Sud entraînant une riposte. Deux marins sud-coréens et deux civils sud-coréens ont été tués, six ont été grièvement blessés et dix ont été soignés pour des blessures mineures. Environ soixante-dix maisons sud-coréennes ont été détruites[39],[40],[41]. Les pertes nord-coréennes étaient inconnues, mais Lee Hong-gi, le directeur des opérations de l'état-major interarmées sud-coréen (JCS), a déclaré qu'à la suite des représailles sud-coréennes "il pourrait y avoir un nombre considérable de victimes nord-coréennes"[42].
- 6 octobre 2012 : Un transfuge de l'armée nord-coréenne de 18 ans rejoint la Corée du Sud. Il n'a apparemment pas été détecté lorsqu'il a traversé la zone démilitarisée et dû frapper à une porte de la caserne de la république de Corée pour attirer l'attention sur lui. Le soldat révéla plus tard aux enquêteurs qu'il a fait défection après avoir tué deux de ses supérieurs[43],[44].
- 16 septembre 2013 : un homme de 47 ans est abattu par des soldats sud-coréens alors qu'il essayait de nager à travers le ruisseau Tanpocheon près de Paju en Corée du Nord[45].
- 26 février 2014 : les responsables de la défense sud-coréenne affirment que malgré les avertissements, un navire de guerre nord-coréen a traversé la frontière à plusieurs reprises dans les eaux sud-coréennes durant la nuit[46].
- 24 mars 2014 : un drone nord-coréen s'est écrasé près de Paju. Les caméras embarquées contiennent des images de la Maison Bleue et des installations militaires près de la zone démilitarisée. Un autre drone nord-coréen s'est écrasé à Baengnyeongdo le 31 mars[47],[48].
- 10 octobre 2014 : les forces nord-coréennes effectuent des tirs anti-aériens sur des ballons de propagande lancés depuis Paju. Les militaires sud-coréens ripostent en guise d'avertissement[49].
- 19 octobre 2014 : un groupe de soldats nord-coréens s'approche de la frontière sud-coréenne, les soldats sud-coréens tirent des coups de semonce. Le groupe nord-coréen riposte avant de battre en retraite. Aucune blessure ou dommage matériel[50].
- 15 juin 2015 : un jeune soldat nord-coréen traverse la zone démilitarisée et se rend à poste de garde sud-coréen dans le nord-est de Hwacheon[51].
- 4 août 2015 : deux soldats sud-coréens ont été blessés après avoir marché sur des mines terrestres qui auraient été posées du côté sud de la zone démilitarisée par les forces nord-coréennes à côté d'un poste de garde de la république de Corée[52]. Kim Jin Moon de l'Institut coréen d'analyse de la défense, basé en Corée du Sud, a suggéré que l'incident avait été planifié par des membres du Bureau Général de Reconnaissance (service de renseignement nord-coréen) pour prouver leur loyauté envers Kim Jong-un[53].
- 20 août 2015 : en réaction aux mines terrestres du 4 août, la Corée du Sud a recommencé à faire de la propagande via les haut-parleurs situés près de la frontière[54]. En 2004, les deux parties avaient convenus de mettre un terme à leurs émissions de haut-parleurs[55]. La Corée du Nord a menacé d'attaquer ces haut-parleurs et, le 20 août, la Corée du Nord a tiré une roquette et des obus à travers la frontière dans le comté de Yeoncheon. La Corée du Sud a répondu en tirant des obus d'artillerie sur l'endroit où fut tiré la roquette nord-coréenne. Aucun cas de blessure de part et d'autre n'a été signalé[54],[56]. Après des menaces de guerre du Nord et des mouvements de troupes entre la Corée du Nord, la Corée du Sud et les États-Unis, le 24 août, la Corée du Nord a exprimé sa sympathie pour l'incident des mines antipersonnel[57].
- 3 janvier 2016 : des soldats sud-coréens ont tiré des coups de semonce sur un drone présumé nord-coréen près de la zone démilitarisée[58].
- 13 novembre 2017 : un soldat nord-coréen a fait défection en traversant la ligne de démarcation dans la JSA. Le transfuge a été blessé par d'autres soldats nord-coréens et a été pris en charge par le Sud. Les médecins ont découvert qu'il était infesté par un « nombre énorme de parasites intestinaux », dont le plus grand faisait 27 cm[59].

## Années 2020
- 3 mai 2020 : Un soldat sud-coréen a été atteint par des tirs nord-coréens, entrainant une riposte sud-coréenne[60].
- 22 septembre 2020 : Un fonctionnaire sud-coréen, probalement un transfuge, ayant disparu d'un bateau au sud de la LLN a été retrouvé flottant avec son gilet de sauvetage par un bateau nord-coréen qui l'a abattu[61]. Les autorités nord-corénnes se sont excusées pour cet incident[62].
- 26 décembre 2022 : Cinq drones nords-coréens ont franchi la DMZ et ont été interceptés par des avions sud-coréens (dont l'un s'est ecrasé au décolage)[63].
- 18 juillet 2023 : Un soldat americain ayant volontairement traversé la DMZ a été detenu deux mois et demi avant d'etre relâché par les forces nord-coréennes[64],[65].
- 5 janvier 2024 : les forces nord-coréennes ont tiré environ 200 obus au large des iles de Baengnyeong et de Yeonpyeong sans faire de victimes. En réaction, la Corée du Sud a évacué la population civile dans cette dernière ile et y a procédé a un exercice à balles réelles[66].